# Queso de Urriellu
El Queso de Urriellu es un queso elaborado en el Principado de Asturias

## Elaboración
Este queso se elabora con mezcla de dos leches, la de vaca y la de cabra

## Características
Se trata de un queso de los de tipos azules, como Cabrales, Monje picón y La Peral. Es de forma circular y de un tamaño de 650 gramos aproximadamente. La pasta es cremosa y de color blanco con ojos azules y la corteza es del mismo color que el interior por lo que está poco definida. Viene envuelto en un aluminio de color verde

## Zona de elaboración
Este queso se elabora en la localidad de Pie de Sierra, en el concejo de Llanes